# Le Lavort
Le Lavort est une marque commerciale apposée sur un fromage fabriqué à Ris, dans le Puy-de-Dôme, en France par la laiterie Les Fromagers de Terre-Dieu. La transformation se fait avec du lait cru de brebis. C'est un fromage à pâte pressée non cuite d'un poids de 2 kg et de 4 mois d'affinage.

## Histoire
Cette marque et le fromage ont été créés en 1998, à quelques kilomètres, dans la commune de Puy-Guillaume.